# Bourlon
Bourlon és un municipi francès situat al departament del Pas de Calais i a la regió dels Alts de França. L'any 2007 tenia 1.211 habitants.

## Demografia

### Població
El 2007 la població de fet de Bourlon era de 1.211 persones. Hi havia 448 famílies de les quals 108 eren unipersonals (24 homes vivint sols i 84 dones vivint soles), 124 parelles sense fills, 176 parelles amb fills i 40 famílies monoparentals amb fills.
La població ha evolucionat segons el següent gràfic:
Habitants censats

### Habitatges
El 2007 hi havia 493 habitatges, 466 eren l'habitatge principal de la família, 6 eren segones residències i 21 estaven desocupats. 481 eren cases i 11 eren apartaments. Dels 466 habitatges principals, 374 estaven ocupats pels seus propietaris, 84 estaven llogats i ocupats pels llogaters i 8 estaven cedits a títol gratuït; 3 tenien una cambra, 6 en tenien dues, 45 en tenien tres, 111 en tenien quatre i 301 en tenien cinc o més. 380 habitatges disposaven pel capbaix d'una plaça de pàrquing. A 181 habitatges hi havia un automòbil i a 219 n'hi havia dos o més.

### Piràmide de població
La piràmide de població per edats i sexe el 2009 era:
| Homes | Edats   | Dones |
| ----- | ------- | ----- |
| 0     | 95 o +  | 0     |
| 0     | 90 a 94 | 12    |
| 0     | 85 a 89 | 20    |
| 0     | 80 a 84 | 8     |
| 4     | 75 a 79 | 20    |
| 32    | 70 a 74 | 36    |
| 32    | 65 a 69 | 36    |
| 16    | 60 a 64 | 20    |
| 16    | 55 a 59 | 16    |
| 36    | 50 a 54 | 36    |
| 52    | 45 a 49 | 36    |
| 40    | 40 a 44 | 40    |
| 48    | 35 a 39 | 32    |
| 64    | 30 a 34 | 60    |
| 32    | 25 a 29 | 52    |
| 21    | 20 a 24 | 36    |
| 28    | 15 a 19 | 48    |
| 48    | 10 a 14 | 48    |
| 40    | 5 a 9   | 56    |
| 40    | 0 a 4   | 60    |

## Economia
El 2007 la població en edat de treballar era de 824 persones, 592 eren actives i 232 eren inactives. De les 592 persones actives 539 estaven ocupades (299 homes i 240 dones) i 53 estaven aturades (25 homes i 28 dones). De les 232 persones inactives 73 estaven jubilades, 84 estaven estudiant i 75 estaven classificades com a «altres inactius».

### Ingressos
El 2009 a Bourlon hi havia 467 unitats fiscals que integraven 1.217 persones, la mediana anual d'ingressos fiscals per persona era de 17.438 €.

### Activitats econòmiques
Dels 39 establiments que hi havia el 2007, 4 eren d'empreses alimentàries, 4 d'empreses de construcció, 7 d'empreses de comerç i reparació d'automòbils, 2 d'empreses de transport, 4 d'empreses d'hostatgeria i restauració, 3 d'empreses d'informació i comunicació, 2 d'empreses de serveis, 9 d'entitats de l'administració pública i 4 d'empreses classificades com a «altres activitats de serveis».
Dels 9 establiments de servei als particulars que hi havia el 2009, 1 era una oficina de correu, 1 taller de reparació d'automòbils i de material agrícola, 2 paletes, 1 lampisteria, 2 perruqueries i 2 restaurants.
Dels 4 establiments comercials que hi havia el 2009, 1 era una botiga de més de 120 m², 1 una botiga de menys de 120 m², 1 una botiga de roba i 1 una joieria.
L'any 2000 a Bourlon hi havia 16 explotacions agrícoles que ocupaven un total de 627 hectàrees.

## Equipaments sanitaris i escolars
L'únic equipament sanitari que hi havia el 2009 era una farmàcia.
El 2009 hi havia 2 escoles elementals. Bourlon disposava d'un col·legi d'educació secundària amb 136 alumnes.

## Poblacions més properes
El següent diagrama mostra les poblacions més properes.